# Katrin Brack
Katrin Brack (* 1958 in Hamburg) ist eine deutsche Bühnenbildnerin.

## Leben
Von 1978 bis 1984 studierte Brack Bühnenbild an der Kunstakademie Düsseldorf in der Klasse von Karl Kneidl. Nach dem Studium war sie Assistentin von Karl-Ernst Herrmann am Schauspielhaus Bochum unter der Intendanz von Claus Peymann. Sie entwarf Bühnenbilder unter anderem für das Festival von Avignon, das Théâtre Vidy-Lausanne, das Deutschen Theater Berlin, Maxim Gorki Theater Berlin, die Schaubühne Berlin, die Volksbühne Berlin, das Berliner Ensemble, das Deutsche Schauspielhaus Hamburg, Thalia Theater Hamburg, die Münchner Kammerspiele und das Burgtheater Wien. Sie arbeitete immer wieder mit den Regisseuren, Luk Perceval, Dimiter Gotscheff und René Pollesch, sowie der Regisseurin Karin Henkel.
Brack erhielt zahlreiche Auszeichnungen. 2000, 2002, 2004, 2006, 2007 und 2016 wurden Stücke mit ihren Bühnenbildern zum Berliner Theatertreffen eingeladen. 2004, 2005 und 2007 wurde sie in der Kritikerumfrage der Zeitschrift Theater heute zur Bühnenbildnerin des Jahres gewählt. 2007 und 2017 erhielt sie den Wiener Theaterpreis Nestroy. 2006 wurde sie mit dem Deutschen Theaterpreis Der Faust ausgezeichnet.
Von 2009 bis 2024 war Brack Professorin für Bühnenbild an der Akademie der Bildenden Künste München. Sie ist Mitglied der Deutschen Akademie der Darstellenden Künste.
2017 wurde sie auf der Theater-Biennale Venedig für ihr Lebenswerk mit dem Goldenen Löwen und 2019 mit dem Hein-Heckroth-Bühnenbildpreis ausgezeichnet.

## Bühnenbilder (Auswahl)
- 1987: An der Donau von Herbert Achternbusch und Heiner Goebbels, Akademietheater Wien, Regie: Alfred Kirchner
- 1989: Le Perroquet Vert von Arthur Schnitzler, eine Koproduktion des Festival D’avignon mit dem Theatre de la Ville in Paris und dem Theatre de Vidy Lausanne, Regie: Matthias Langhoff
- 1997: Ten Oorlog, nach den Rosenkriegen von William Shakespeare von Tom Lanoye & Luk Perceval, Kunstencentrum Vooruit Gent, Regie: Luk Perceval
- 1999: Schlachten! nach William Shakespeare von Tom Lanoye und Luk Perceval, Deutsches Schauspielhaus Hamburg und Salzburger Festspiele, Regie: Luk Perceval (eingeladen zum Berliner Theatertreffen 2000)
- 2001: Traum im Herbst von Jon Fosse, Münchner Kammerspiele, Regie: Luk Perceval (eingeladen zum Berliner Theatertreffen 2002)
- 2002: L. King of pain nach William Shakespeare King Lear von Peter Perceval, Klaus Reichert, Luk Perceval, Stadsschouwburg Brugge, eine Koproduktion von Het Toneelhuis Antwerpen, Schauspielhaus Zürich und Schauspiel Hannover, Regie: Luk Perceval
- 2003: Kampf des Negers und der Hunde von Bernard-Marie Koltès, Volksbühne Berlin, Regie: Dimiter Gotscheff (eingeladen zum Berliner Theatertreffen 2004)
- 2004: Macbeth nach William Shakespeare von Gerardjan Rijnders, Het Toneelhuis Antwerpen, Regie: Luk Perceval
- 2005: Iwanow von Anton Tschechow, Volksbühne Berlin, Regie: Dimiter Gotscheff (eingeladen zum Berliner Theatertreffen 2006)
- 2006: Das große Fressen nach Marco Ferreri, Volksbühne Berlin, Regie: Dimiter Gotscheff
- 2006: Tod eines Handlungsreisenden von Arthur Miller, Schaubühne Berlin, Regie: Luk Perceval
- 2006: Tartuffe nach Molière von Dimiter Gotscheff, Thalia Theater Hamburg und Salzburger Festspiele, Regie: Dimiter Gotscheff (eingeladen zum Berliner Theatertreffen 2007)
- 2007: Prinz von Homburg von Heinrich von Kleist, Maxim Gorki Theater Berlin und Schauspiel Frankfurt, Regie: Armin Petras
- 2007: Molière. Eine Passion von Feridun Zaimoglu, Günter Senkel und Luk Perceval, Schaubühnen Berlin und Salzburger Festspiele (Uraufführung), Regie: Luk Perceval[6]
- 2008: Ubukönig nach Alfred Jarrys von Maurici Farré, Volksbühne Berlin, Regie: Dimiter Gotscheff
- 2009: Der Fall Esra nach Maxim Biller von Angela Richter (Uraufführung), Kampnagel Hamburg, Regie: Angela Richter
- 2010: Krankenzimmer Nr. 6 von Anton Tschechow, Deutsches Theater Berlin, Regie: Dimiter Gotscheff
- 2011: Draußen vor der Tür von Wolfgang Borchert, Thalia Theater Hamburg, Regie: Luk Perceval[7]
- 2011: Immer noch Sturm von Peter Handke (Uraufführung), Thalia Theater Hamburg, Regie: Dimiter Gotscheff
- 2012: Assassinate Assange von Angela Richter, Kampnagel Hamburg, Regie: Angela Richter
- 2015: John Gabriel Borkman von Henrik Ibsen, Burgtheater Wien (Akademietheater), Regie: Simone Stone (eingeladen zum Berliner Theatertreffen 2016)

## Auszeichnungen
- 2004: Bühnenbildnerin des Jahres in der Kritikerumfrage der Zeitschrift Theater heute für Kampf des Negers und der Hunde
- 2005: Bühnenbildnerin des Jahres in der Kritikerumfrage der Zeitschrift Theater heute für Iwanow
- 2006: Deutscher Theaterpreis Der Faust in der Kategorie Beste Ausstattung Kostüm / Bühne für Iwanow
- 2007: Bühnenbildnerin des Jahres in der Kritikerumfrage der Zeitschrift Theater heute für Tartuffe
- 2007: Wiener Theaterpreis Nestroy in der Kategorie Beste Ausstattung
- 2017: Goldener Löwe, Theater-Biennale Venedig für ihr Lebenswerk
- 2017: Nestroy-Theaterpreis in der Kategorie Beste Ausstattung (Carol Reed von René Pollesch und der Herzerlfresser von Ferdinand Schmalz am Akademietheater)
- 2019: Hein-Heckroth-Bühnenbildpreis

## Veröffentlichungen
- Radikale Räume Luk Perceval, Dimiter Gotscheff und Samuel Finzi über die Bühnenbildnerin Katrin Brack, Theater heute Jahrbuch 2007
- Katrin Brack,  Erfahrungsraum. Gespräch mit Anja Nioduschewski, in: Mirka Döring und Ute Müller-Tischler (Hg.), Setting the Stage, Arbeitsbuch . Berlin 2015, Theater der Zeit, S. 12–21
- Katharina Pektor,  ‚Diese Bretter bedeuten keine Welt‘. Über Orte, Schauplätze und Räume in Peter Handkes Theaterstücken und ihre Umsetzung auf der Bühne – nach Gesprächen mit Katrin Brack, Karl-Ernst Herrmann und Hans Widrich. In: Die Arbeit des Zuschauers. Peter Handke und das Theater. Hg. v. Klaus Kastberger. Wien, Salzburg 2012, S. 99–110.
- Die dritte Dimension des Dramas – Das Bühnenbild als Theaterkunst , Diskussion mit Katrin Brack, Gesprächsleitung: Reinhard Hübsch, SWR 2, 19. September 2016 SWR 2 Forum
- Katrin Brack / Frank M. Raddatz: Das serielle Bühnenbild. Gespräch / Interview, in: Lettre International Nr. 118, Herbst 2017, S. 74–78.
- Teresa Grenzmann, Die Bühnenkunst Katrins Bracks – Minimalismus in ganz großen Mengen, FAZ 24. März 2018
- Scheitern fasziniert mich unglaublich , Katrin Brack im Gespräch mit Judith Hecht, Die Presse, Wien, 10. März 2019
- Konfetti, Nebel, Schaumstoffquader: Die Bühnenbildnerin Katrin Brack im Gespräch mit Susanne Burkhardt und Elena Philipp, Deutschlandfunk Kultur Theaterpodcast Folge 13